# Clementshus
Clementshus er navnet på de danske ældreboliger i byen Bredsted (tysk Bredstedt og nordfrisisk Bräist) på den nordfrisiske vestkyst i Slesvig-Holsten (Sydslesvig) mellem Husum og Nibøl.
Anton Clement var kongelig kancelliråd og i 17 år landfoged i Bredsted. Han lod den 09.maj 1711 udfærdige et testamente, hvori han overlod de fattige i byen 5000 rigsdaler courant og sit hus med have i den forlængede Gåsegang til de fattige, med den bestemmelse, at der af renterne af den i a) nævnte kapital i stedet for det gamle hus skulle bygges et fattighus, hvor nogle fattige kunne leve.
På grund af denne bestemmelse i testamentet blev der efter hans død i 1720 bygget et hus, der blev indrettet til 8 værdige og trængende enker. Disse fik foruden fri bolig og et stykke have en understøttelse på årligt 73 mark. 
Omkring 1970 købte Sydslesvigsk Forening bygningen for der at indrette forsamlingssal, kirkesal og lokaler til ungdomsforeningen. Det lykkedes dog ikke at få en tilstrækkelig økonomi i orden, så istandsættelse og ombygning kunne gennemføres. 

## Renovering 1987
Dansk Sundhedstjeneste for Sydslesvig kunne heldigvis overtage bygningen. Ved støtte af de sociale tyske myndigheder og hjælp af A.P. Møller og Hustru Chastine McKinney Møllers Fond til Almene Formaal lykkedes det at indrette 6 moderne pensionistboliger i den gamle stiftelse i 1987. Loen blev indrettet til en fællesstue med et lille tekøkken. Der er plads til ca. 25 personer og det kan benyttes til familiesammenkomster af husets beboere. De danske foreninger benytter rummet til bestyrelsesmøder og lignende. Tagetagen er blevet udbygget med små vindueskarnapper. I den nordlige tredjedel er der indrettet afstilrum til de seks lejligheder. I resten af tagetagen blev der indrettet en lejlighed, hvor Sundhedstjenestens hjemmesygeplejerske kunne bo. 
Selve den Clemenske Stiftelses navn er gået over som navn på de tyske rentenyderboliger i byen. For at hædre Anton Clement besluttede de danske i Bredsted at kalde det istandsatte hus Clementshus.
54°37′11″N 8°57′55″Ø / 54.61978°N 8.96526°Ø

## Renovering 2015
25 år efter den første istandsættelse trængte Clementshus atter til en gennemgribende renovering. Alle danske foreninger og institutioner i Bredsted søgte fonde og legater, for at påtage sig denne store opgave.
I 2014 fik Clementshusudvalget den glædelige meddelelser, at A.P. Møller og Hustru Chastine Mc-Kinney Møllers Fond til almene Formaal atter ville imødekomme en ansøgning om en grundlæggende renovering af den næsten 300 år gamle bygning, efter at fonden allerede i 1987 stod for finansieringen af den første renovering.
Clementshus er bygget på en gammel mosegrund, hvilket giver store udfordringer med hensyn til fugtproblemer. Arkitekt Jørgen Toft Jessen fra Haderslev bistod bygherren Dansk Sundhedstjeneste for Sydslesvig i renoveringen. I sommers 2014 startede håndværkerne med at tage sig af bygningens sokkel, ved at indarbejde en fugtspærre i ydermurene. Samtidig blev niveauet sænket og udenomsarealerne fornyet, ved at en ny sti med granitsten blev anlagt og en flot terrasse ved gavlen bygget. Lejlighederne fik nyt gulv, nye køkkener og et udluftningsanlæg, der skal forhindre fugt. I december 2014 kom tagtækkerne og tog sig af tagkonstruktionen. I 1987 fik Clementshus installeret kviste, som blev fjernet, da de oprindelige tegninger viste, at bygningen aldrig havde haft kviste. Da den mangeårige sygeplejerske blev pensioneret og flyttede fra Clementshus, gennemførtes samtaler med foreningerne, om taglejligheden kunne bruges til andet formål. Det viste sig, at Aktive Kvinder Bredsted trængte til lokaler, hvor de kunne mødes og gennemføre deres arrangementer. Så taglejligheden blev omdannet til mødelokale med skabsplads, tekøkken og toiletter. Glædeligt har også samarbejde været med Dansk Skoleforening for Sydslesvig, da Clementshus grænser op til skolens grund. Den gamle faldefærdige stenmur blev i sommer 2014 revet ned og erstattet af en bøgehæk. 
Clementshus er en makant bygning i Bredsteds bybillede og der har været stor interesse fra tysk side med hensyn til det omfattende arbejde. Det har ført til en del spændende samtaler, møder og flotte artikler bl.a. i Husumer Nachrichten.
Det nyrenoverede Clementshus blev festligt indviet tirsdag, den 12.januar 2016.
 Der er for få eller ingen kildehenvisninger i denne artikel, hvilket er et problem. Du kan hjælpe ved at angive troværdige kilder til de påstande, som fremføres i artiklen.